# Ghost Reveries
Ghost Reveries är ett studioalbum av det progressiva death metal-bandet Opeth. Albumet spelades in mellan den 15 mars och den 1 juni 2005 i Fascination Street Studios i Örebro, tillsammans med producenten Jens Bogren. Det är Opeths första album med keyboardisten Per Wiberg som fast medlem. Ghost Reveries släpptes den 29 augusti 2005 i Europa och den 30 augusti 2005 i USA, och var det första albumet som Opeth släppte på skivbolaget Roadrunner Records.
Ghost Reveries mottog flera positiva recensioner, och hamnade som högst på plats 64 på den amerikanska Billboardlistan.

## Inspelning
Opeth spelade in Ghost Reveries mellan den 15 mars och den 1 juni 2005 i Fascination Street Studios i Örebro. Producent var Jens Bogren. Först spelade de in trummorna. Opeths sångare, gitarrist och frontman Mikael Åkerfeldt skriver att han redan när trummorna var inspelade kände på sig att det skulle bli bra, en känsla han aldrig känt vid tidigare inspelningar. Sedan spelade de in gitarrerna. De använde sig av förstärkare från Laney, Mesa Boogie och VOX, samt några podar. Inspelningen av elgitarrerna tog sju dagar. Åkerfeldt skriver att han under inspelningen tyckte att Bogren var överdrivet noggrann vid inspelningen av rytmgitarrerna och vad gäller intonationen på de akustiska gitarrerna, men att han i efterhand blev väldigt nöjd med resultatet. Elbasisten Martin Mendez spelade in på sina tre Fender Jazz-basar, varav en bandlös, och inspelningen av elbasen gick ganska fort.
Ghost Reveries är Opeths första skiva med keyboardisten Per Wiberg. Han spelade in på två stycken Nord Electro-keyboards (av Clavia). Sist spelade de in sången, först rensång och sedan growl. Åkerfeldt skriver att han tyckte att inspelningen av growlen, och av hela skivan, var väldigt rolig ("a blast"). Skivan mixades av Jens Bogren. Åkerfeldt betecknar Bogrens mixning som "majestätisk" ("majestic").

## Utgivning
Ghost Reveries är det första av Opeths album som släpptes av Roadrunner Records. Det släpptes den 29 augusti 2005 i Europa och den 30 augusti 2005 i USA.
Den 31 oktober 2006 släpptes en specialutgåva av Ghost Reveries. På specialutgåvan finns en cover på Deep Purples låt "Soldier of Fortune"; samt en extra DVD med en 40 minuter lång dokumentär om skapandet av Ghost Reveries, en musikvideo för låten "The Grand Conjuration" och skivan Ghost Reveries i 5.1 surroundljud.

## Mottagande
Ghost Reveries mottog väldigt goda recensioner från flera håll. Thom Jurek på Allmusic beskriver entusiastiskt hur albumet är ännu ett steg på Opeths mörka resa, och anser att det är mer progressivt än bandets tidigare album. "Detta album är en kulmen på allt Opeth jobbat mot genom sin karriär", skriver han. "Det är fullt realiserat, bedövande vackert och känslomässigt delar. Det är ett landskap där kraft, ömhet och ren sorg framhärdar i en tung framtoning. Fantastiskt." Keith Bergman på Blabbermouth.net menar att oron hos vissa av bandets fans att bytet till Roadrunner Records skulle ha en negativ inverkan på musiken var obefogad. Han pekar ut inflytandet från Steven Wilson, som jobbade med Opeth på deras föregående tre album, och välkomnar nya keyboardisten Per Wibergs entré. Han skriver att Ghost Reveries visserligen följer samma formel som bandets föregående album, men att detta inte gör något eftersom det är en så framgångsrik formel, och avslutar med att hävda att "'Ghost Reveries' är ett mästerverk från ett band som verkar oförmöget att skapa något annat".
Pedro Azevedo på Chronicles of Chaos är inte lika entusiastisk. Han menar att bandet på skivan tar in alltför många nya element, framför allt har keyboarden fått en alltför betydande roll, och att detta gör det sämre än Opeths föregående album. Brandon Stosuy på Pitchfork kallar albumet "Ett noggrant framställt hantverk av melodisk progressiv döds-präglad metal" och Adrien Begrand på Popmatters skriver att "med Ghost Reveries har Opeth äntligen skapat sitt magnum opus".
Ghost Reveries hamnade som högst på plats 64 på listan Billboard 200, som listar de mest sålda albumen i USA varje vecka. Albumet hamnade på plats 54 på tidningen Guitar Worlds lista över tidernas 100 bästa gitarralbum. På webbtidningen Metal Storms lista över de 100 bästa progressiva albumen hamnade Ghost Reveries på sjunde plats. Tidningen Decibel Magazine placerade albumet på plats 42 på sin lista över decenniets (2000-2009) 100 bästa metalalbum. Tidningen Classic Rock tog med Ghost Reveries på sin lista "10 Essential 00s Prog Albums".

### Listplaceringar
| Land           | Högsta placering |
| -------------- | ---------------- |
| Australien     | 35               |
| Finland        | 10               |
| Frankrike      | 72               |
| Nederländerna  | 38               |
| Norge          | 21               |
| Storbritannien | 62               |
| Sverige        | 9                |
| Tyskland       | 39               |
| USA            | 64               |

## Låtlista
Alla låtar är skrivna och komponerade av Opeth. 
| Nr | Titel                    | Längd |
| -- | ------------------------ | ----- |
| 1. | Ghost of Perdition       | 10:29 |
| 2. | The Baying of the Hounds | 10:41 |
| 3. | Beneath the Mire         | 7:57  |
| 4. | Atonement                | 5:20  |
| 5. | Reverie/Harlequin Forest | 12:39 |
| 6. | Hours of Wealth          | 5:20  |
| 7. | The Grand Conjuration    | 10:21 |
| 8. | Isolation Years          | 3:51  |

Källa

## Medverkande
Opeth
- Mikael Åkerfeldt – sång, gitarr, mellotron
- Peter Lindgren – gitarr
- Martin Mendez – elbas
- Per Wiberg – klaviatur
- Martin Lopez – trummor, slagverk

Produktion
- Producerad av Jens Bogren och Opeth
- Inspelad av Jens Bogren, Anders Alexandersson, Rickard Bengtsson, Niklas Källgren och Opeth
- Mixad av Jens Bogren
- Mastrad av Jens Bogren och Thomas Eberger
- Layout och illustrationer av Travis Smith
- Porträtt av Anthony Sorrento
- A&R av Mike Gitter

Källa